# The Late Bloomers
The Late Bloomers(ザ・レイト・ブルーマーズ)は、日本のロックバンド。
2015年大阪にて結成される。略称・レイブル。

## メンバー
- ボーカル&ギター：鈴木崇 (-すずきたかし、1975年-)

リーダーであり、全曲の作詞、作曲を担当。過去にメジャーデビューのキャリアがあり、北海道でのラジオ・テレビ番組に多数出演していた。
CMソングである「はじめてのアコム」を代表曲として、NHK教育「いないいないばぁ！」「おかあさんといっしょ」「おとうさんといっしょ」などへの楽曲提供している。
現在はサラリーマン。
- キーボード&コーラス：岡田直之 (-おかだなおゆき、1980年-)

大学在学中はコーラスグループで活動していた。幕間でよくマジックを披露している。
- ベース：宮崎真行 (-みやざきまさゆき、1975年-)

カレー屋経営の後、システムエンジニアとして勤務。
- ドラムス：山貫崇之 (-やまぬきたかし、1975年-)

一級建築士の資格を持ち、某不動産会社に勤務。ベースの宮崎真行とは1998年頃よりUnder-ageというファンクバンドでも活動している。

## 活動
メンバー全員が社会人であり、「サラリーマンあるある」をストレートに伝える歌詞が特徴。
バンドの目標として、「60歳で日本武道館の舞台に立つ」ことを掲げている。
主にリハーサル後の居酒屋でのトークをポッドキャストでも配信している。

## ディスコグラフィー

### アルバム
|     | 発売日        | タイトル                                                       | 品番    | 備考                                      |
| 1st | 2016年3月1日  | ザ・レイト・ブルーマーズ                                       | TLBR-01 | TLB RECORDS（自主制作レーベル）から発売。 |
| 2nd | 2018年1月27日 | なぜ世界のビジネスリーダーはザ・レイト・ブルーマーズを聴くのか | TLBR-02 | TLB RECORDS（自主制作レーベル）から発売。 |
| 3rd | 2020年4月11日 | 二枚目たちの三枚目                                             | TLBR-03 | TLB RECORDS（自主制作レーベル）から発売。 |